# Shikokuconocephalopsis onigajyoensis
Shikokuconocephalopsis onigajyoensis är en insektsart som beskrevs av Tadao Kano och O. Tominaga 1999. Shikokuconocephalopsis onigajyoensis ingår i släktet Shikokuconocephalopsis och familjen vårtbitare. Inga underarter finns listade i Catalogue of Life.